# Victor Lauter
Victor Lauter (ur. 6 marca 1973 w Budapeszcie) − węgierski kulturysta i trener osobisty.

## Biogram
Związany jest z federacją International Federation of BodyBuilders (IFBB). Pierwsze sukcesy w sporcie kulturystycznym zaczął odnosić pod koniec lat 90. W roku 1997 wywalczył miejsce na podium (pozycja druga) podczas mistrzostw Budapesztu. W 1998 IFBB przyznało mu już tytuł mistrza świata kulturystyki amatorskiej juniorów. Następnie odnosił głównie sukcesy na szczeblu krajowym, m.in. zwycięstwa podczas zawodów Proform Cup w latach 2001-03. W 2004 zdobył srebrny medal w trakcie Mistrzostw Europy.
W treningach siłowych stale towarzyszy mu inny uznany kulturysta węgierski, Zoltán Vörös.

## Warunki fizyczne
- wzrost: 164 cm[1]
- waga w sezonie: 85 kg[1]
- waga poza sezonem: 103 kg[1]

## Osiągnięcia w kulturystyce
| Rok  | Konkurencja                                | Wysokość / Waga klasyfikacja | Miejsce             |
| ---- | ------------------------------------------ | ---------------------------- | ------------------- |
| 1997 | Budapest Championships − federacja IFBB    |                              | 2.                  |
| 1998 | World Amateur Championships − fed. IFBB    | lekka (juniorzy)             | 1.                  |
| 1999 | World Amateur Championships − fed. IFBB    | lekka                        | 10.                 |
| 2001 | Proform Cup                                |                              | 1.                  |
| 2002 | Mr. Hardbody Hungary                       |                              | 3.                  |
| 2003 | European Amateur Championships − fed. IFBB | lekkociężka                  | 5.                  |
| 2003 | Proform Cup −                              | wagowej poniżej 85 kg        | 1.                  |
| 2003 | Proform Cup                                |                              | całkowity zwycięzca |
| 2004 | European Amateur Championships − fed. IFBB | średnia                      | 2.                  |
| 2006 | World Amateur Championships − fed. IFBB    | lekkośrednia                 | 5.                  |
| 2009 | World Amateur Championships − fed. IFBB    | średnia                      | 7.                  |